# العلاقات الفرنسية المالية
العلاقات الفرنسية المالية هي العلاقات الثنائية التي تجمع بين فرنسا ومالي.

## مقارنة بين البلدين
هذه مقارنة عامة ومرجعية للدولتين:
| وجه المقارنة                                              | فرنسا                                                    | مالي            |
| --------------------------------------------------------- | -------------------------------------------------------- | --------------- |
| المساحة (كم2)                                             | 643.80 ألف                                               | 1.24 مليون      |
| عدد السكان (نسمة)                                         | 67.12 مليون                                              | 18.54 مليون     |
| الكثافة السكانية (ن./كم²)                                 | 104.26                                                   | 14.95           |
| العاصمة                                                   | باريس                                                    | باماكو          |
| اللغة الرسمية                                             | لغة فرنسية                                               | لغة فرنسية      |
| العملة                                                    | يورو، فرنك س ف ب، فرنك فرنسي، Livre tournois ‏            | فرنك غرب أفريقي |
| الناتج المحلي الإجمالي (بليون دولار)                      | 2.58 تريليون                                             | 15.29 مليار     |
| الناتج المحلي الإجمالي (تعادل القوة الشرائية) بليون دولار | 2.87 تريليون                                             | 35.69 مليار     |
| الناتج المحلي الإجمالي الاسمي للفرد دولار أمريكي          | 36.20 ألف                                                | 724             |
| الناتج المحلي الإجمالي للفرد دولار أمريكي                 | 39.33 ألف                                                | 1.60 ألف        |
| مؤشر التنمية البشرية                                      | 0.888                                                    | 0.419           |
| رمز المكالمات الدولي                                      | +33                                                      | +223            |
| رمز الإنترنت                                              | .fr، .bzh ‏، .tf، .re، .wf، .yt، .pm، .paris              | .ml             |
| المنطقة الزمنية                                           | أوروبا/باريس ‏، توقيت وسط أوروبا، توقيت وسط أوروبا الصيفي | 00              |

## مدن متوأمة
في ما يلي قائمة باتفاقيات التوأمة بين مدن فرنسية ومالية:
- ترتبط بونتيفي مع Ouélessébougou [الإنجليزية]‏ باتفاقية توأمة.
- ترتبط دوردان [الإنجليزية]‏ مع Tourougoumbé [الإنجليزية]‏ باتفاقية توأمة.
- ترتبط سان-جان-دي-موريين مع تساليت باتفاقية توأمة.
- ترتبط رين مع الدائرة كيتا باندياغارا [الإنجليزية]‏ باتفاقية توأمة منذ 1991.[15][15][15][15]
- ترتبط باينوليه مع Massala, Mali [الإنجليزية]‏ باتفاقية توأمة.
- ترتبط Communauté d'agglomération Saint-Germain Seine et Forêts  [لغات أخرى]‏ مع كيتا باتفاقية توأمة.[16]
- ترتبط Château-Chinon (Ville) [الإنجليزية]‏ مع تمبكتو باتفاقية توأمة.
- ترتبط فيتري مع جني باتفاقية توأمة.
- ترتبط Chartres-de-Bretagne [الإنجليزية]‏ مع موبتي باتفاقية توأمة.
- ترتبط لافلش مع ماركالا باتفاقية توأمة.
- ترتبط أليي مع نيافونكي [الإنجليزية]‏ باتفاقية توأمة.
- ترتبط أنجيه مع باماكو باتفاقية توأمة منذ 2006.[17][17][18][18]
- ترتبط موبيج مع باماكو باتفاقية توأمة.
- ترتبط Le Mans Métropole [الإنجليزية]‏ مع Sangha, Mali [الإنجليزية]‏ باتفاقية توأمة منذ 1976.[19][20][21][22]
- ترتبط إيفري مع كايس باتفاقية توأمة.
- ترتبط شومونت،هوت مارن مع سان باتفاقية توأمة.
- ترتبط بوردو مع باماكو باتفاقية توأمة منذ 1964.[23]
- ترتبط تيونفيل مع جاو باتفاقية توأمة.
- ترتبط Mortagne-au-Perche [الإنجليزية]‏ مع موبتي باتفاقية توأمة.
- ترتبط Quetigny [الإنجليزية]‏ مع كوليكورو باتفاقية توأمة.
- ترتبط Gouesnou [الإنجليزية]‏ مع Bossofala [الإنجليزية]‏ باتفاقية توأمة.
- ترتبط مونتروي مع الدائرة يليماني [الإنجليزية]‏ باتفاقية توأمة منذ 1959.
- ترتبط كاليه مع Fanga [الإنجليزية]‏ باتفاقية توأمة منذ 1964.
- ترتبط سان دوني مع Karakoro, Mali [الإنجليزية]‏ باتفاقية توأمة منذ 1950.
- ترتبط بريف لا غايلارد مع سيكاسو باتفاقية توأمة.
- ترتبط أورياك مع بلدية بونجوني [الإنجليزية]‏ باتفاقية توأمة.
- ترتبط Marly-le-Roi [الإنجليزية]‏ مع كيتا باتفاقية توأمة.[16]
- ترتبط سواسون مع بانامبا [الإنجليزية]‏ باتفاقية توأمة.
- ترتبط Gérardmer [الإنجليزية]‏ مع Tidermène [الإنجليزية]‏ باتفاقية توأمة.
- ترتبط Allonnes, Sarthe [الإنجليزية]‏ مع Sangha, Mali [الإنجليزية]‏ باتفاقية توأمة منذ 1976.[19][20][21][22]
- ترتبط أنغوليم مع سيغو باتفاقية توأمة منذ 1965.
- ترتبط سانتس مع تمبكتو باتفاقية توأمة.
- ترتبط Laxou [الإنجليزية]‏ مع Andéramboukane [الإنجليزية]‏ باتفاقية توأمة.
- ترتبط ألونسون مع كوتيالا باتفاقية توأمة.
- ترتبط Arpajon-sur-Cère [الإنجليزية]‏ مع بلدية بونجوني [الإنجليزية]‏ باتفاقية توأمة.
- ترتبط Saint-Jean-de-la-Ruelle [الإنجليزية]‏ مع Niantjila [الإنجليزية]‏ باتفاقية توأمة.
- ترتبط هينيبونت مع Mourdiah [الإنجليزية]‏ باتفاقية توأمة.
- ترتبط Pacé, Ille-et-Vilaine [الإنجليزية]‏ مع Konna [الإنجليزية]‏ باتفاقية توأمة منذ 10 مايو 1997.[24][24][25][26]
- ترتبط ميلوز مع Sofara [الإنجليزية]‏ باتفاقية توأمة منذ 1981.

## منظمات دولية مشتركة
يشترك البلدان في عضوية مجموعة من المنظمات الدولية، منها:
| علم المنظمة | اسم المنظمة                               | تاريخ انضمام فرنسا | تاريخ انضمام مالي |
| ----------- | ----------------------------------------- | ------------------ | ----------------- |
|             | مؤسسة التنمية الدولية                     | 30 ديسمبر 1960     | 27 سبتمبر 1963    |
|             | الأمم المتحدة                             | 24 أكتوبر 1945     | 28 سبتمبر 1960    |
|             | منظمة التجارة العالمية                    | 1995               | ?                 |
|             | منظمة الشرطة الجنائية الدولية             | ?                  | ?                 |
|             | المركز الدولي لتسوية المنازعات الاستشارية | 20 سبتمبر 1967     | 2 فبراير 1978     |
|             | الاتحاد الدولي للاتصالات                  | 1866               | 21 أكتوبر 1960    |
|             | الفريق المعني برصد الأرض                  | ?                  | ?                 |
|             | البنك الدولي للإنشاء والتعمير             | 27 ديسمبر 1945     | 27 سبتمبر 1963    |
|             | الاتحاد البريدي العالمي                   | ?                  | ?                 |
|             | منظمة حظر الأسلحة الكيميائية              | ?                  | ?                 |
|             | مؤسسة التمويل الدولية                     | 20 يوليو 1956      | 9 مايو 1978       |
|             | البنك الإفريقي للتنمية                    | ?                  | ?                 |
|             | وكالة ضمان الاستثمار متعدد الأطراف        | 28 ديسمبر 1989     | 22 أكتوبر 1992    |
|             | يونسكو                                    | 4 نوفمبر 1946      | 7 نوفمبر 1960     |

## أعلام
هذه قائمة لبعض الشخصيات التي تربطها علاقات بالبلدين:
- ألو ديارا (لاعب كرة قدم فرنسي، 15 يوليو 1981[32] – )
- باكاري ساكو (26 أبريل 1988[33] – )
- باكاي تراوري (لاعب كرة قدم، 6 مارس 1985[34] – )
- جان تيغانا (23 يونيو 1955[35] – )
- جبريل سيديبي (لاعب كرة قدم فرنسي، 29 يوليو 1992[36] – )
- جيمي تراوري (لاعب كرة قدم، 1 مارس 1980[37] – )
- زومانا كامارا (لاعب كرة قدم فرنسي، 3 أبريل 1979[38] – )
- عثمان ديمبيلي (لاعب كرة قدم فرنسي، 15 مايو 1997[39] – )
- فريديريك كانوتيه (لاعب كرة قدم، 2 سبتمبر 1977[40] – )
- لاسانا ديارا (لاعب كرة قدم فرنسي، 10 مارس 1985 – )
- ماساديو هايدارا (لاعب كرة قدم فرنسي، 2 ديسمبر 1992[41] – )
- محمد سيسوكو (لاعب كرة قدم مالي، 22 يناير 1985[42] – )
- موسى ديمبيلي (لاعب كرة قدم فرنسي، 12 يوليو 1996[43] – )
- موسى سيسوكو (لاعب كرة قدم فرنسي، 16 أغسطس 1989[44] – )
- نغولو كانتي (لاعب كرة قدم فرنسي، 29 مارس 1991 – )

## وصلات خارجية
- موقع وزارة الخارجية الفرنسية